# The Message of the Mouse
The Message of the Mouse er en amerikansk stumfilm fra 1917 af J. Stuart Blackton.

## Medvirkende
- Anita Stewart som Wayne Winthrop.
- Julia Swayne Gordon som Marcia Elmore.
- Rudolph Cameron som Paul Adams.
- L. Rogers Lytton som Hallam Varrie.
- Franklyn Hanna som Henry Winthrop.